# Somatochlora brevicincta
Somatochlora brevicincta ist eine Libellenart aus der Familie der Falkenlibellen (Corduliidae), die zu den Großlibellen (Anisoptera) gehören. 

## Merkmale
Die Imago von Somatochlora brevicincta misst zwischen 47 und 50 Millimeter, wovon 28 bis 31 Millimeter auf den Hinterleib (Abdomen) entfallen, was innerhalb der Gattung relativ klein ist. Farblich ist das Abdomen sehr dunkel. Während das erste Segment dunkelbraun ist und das zweite Segment, bis auf die schwarzen Aurikel braun ist, ist das restliche Abdomen schwarz. Zudem Überzieht das Abdomen eine dunkle Musterung. Dazu gehört die bräunlich Basis des dritten Segmentes und jeweils ein Pünktchen vorne auf den Seiten der Segmente vier mit acht. Letztere sind bei den Weibchen am Anfang deutlich größer als bei den Männchen. Auch die Intersegmentalhäute der ersten beiden Segmente sowie des achten und neunten Segment sind etwas heller als die Segmente selber und tragen so zur Musterung bei. Zusätzlich ist bei den Weibchen das zehnte Segment am Übergang zu den Cerci gelblich. Die Cerci selber sind schwarz. Kleine Härchen beginnen ab der Mitte des dritten Segmentes und besetzen das restliche Abdomen. Ab dem dritten Segment weitet sich das Abdomen und verengt sich ab dem sechsten bis zum achten wiederum um dann am neunten und zehnten ein weiteres Mal anzuschwellen.
Der Brustkorb (Thorax) ist wie in der Gattung üblich metallisch grün. Zudem ist er mit bräunlichen Haaren besetzt. Die Zeichnung besteht aus einem länglichen hellgelben Punkt auf dem Mesepimeron. Die Beine sind bis auf den Ansatz und Teile des Femurs schwarz. Die Hinterflügel messen 29 bis 31 Millimeter. Die Flügel sind durchsichtig, nur die Region um das Analdreieck ist bei den Männchen bernsteinfarben. Das Flügelmal (Pterostigma) ist gelbbraun und die Flügeladerung ist schwarz. 
Im Gesicht ist das Labium und der Anteclypeus hellgelb. Im Gegensatz dazu sind das Labrum, der Vertex, das Occiput, die Kopfrückseite und der Postclypeus schwarz. Letzterer besitzt in der Mitte zudem eine gelbe Markierung.

## Verbreitung und Flugzeit
Die Art ist besonders in Kanada verbreitet. In den Vereinigten Staaten ist sie nur in Maine bekannt. Sie fliegt zwischen Juni und September.